# Ball-Gletscher (James-Ross-Insel)
Der Ball-Gletscher ist ein kleiner Gletscher an der Südostküste der westantarktischen James-Ross-Insel. Er fließt in nordöstlicher Richtung zur Markham Bay, die er zwischen dem Redshaw Point und dem Hamilton Point erreicht.
Das UK Antarctic Place-Names Committee benannte ihn 1995 nach Harold William Ball (* 1926), von 1966 bis 1986 Kurator der paläontologischen Sammlung des Natural History Museum und Autor des wissenschaftlichen Berichts Nr. 24 des Falkland Islands Dependencies Survey über das Fossilienvorkommen im Gebiet der James-Ross-Insel.